# Verbandsgemeinde Bernkastel-Kues
La comunità amministrativa di Bernkastel-Kues (Verbandsgemeinde Bernkastel-Kues) si trova nel circondario di Bernkastel-Wittlich nella Renania-Palatinato, in Germania.

## Comuni
Fanno parte della comunità amministrativa i seguenti comuni:
| Comune, città                    | Sup. (km²) | Abitanti |
| -------------------------------- | ---------- | -------- |
| Bernkastel-Kues, Stadt           | 23,71      | 7 114    |
| Brauneberg                       | 12,22      | 1 136    |
| Burgen                           | 7,78       | 563      |
| Erden                            | 3,69       | 400      |
| Gornhausen                       | 5,30       | 205      |
| Graach an der Mosel              | 8,64       | 641      |
| Hochscheid                       | 15,39      | 269      |
| Kesten                           | 3,80       | 328      |
| Kleinich                         | 20,31      | 698      |
| Kommen                           | 2,82       | 294      |
| Lieser                           | 5,42       | 1 227    |
| Longkamp                         | 11,50      | 1 086    |
| Lösnich                          | 2,53       | 475      |
| Maring-Noviand                   | 12,23      | 1 449    |
| Minheim                          | 5,39       | 445      |
| Monzelfeld                       | 12,50      | 1 309    |
| Mülheim an der Mosel             | 4,92       | 986      |
| Neumagen-Dhron                   | 16,28      | 2 294    |
| Piesport                         | 19,60      | 2 059    |
| Ürzig                            | 6,04       | 892      |
| Veldenz                          | 14,41      | 950      |
| Wintrich                         | 17,59      | 890      |
| Zeltingen-Rachtig                | 16,94      | 2 198    |
| Verbandsgemeinde Bernkastel-Kues | 249,01     | 27 908   |

(Abitanti al 31 dicembre 2021)